# Bahnhof Lengenfeld (Vogtl)
Der Bahnhof Lengenfeld (Vogtl) ist ein Bahnhof der Stadt Lengenfeld im Vogtland in Sachsen. Von der heute noch betriebenen Bahnstrecke Zwickau–Falkenstein zweigte hier früher die Bahnstrecke nach Göltzschtalbrücke ab.

## Geschichte

### Bahnhofsnamen
Der Bahnhof trug in seiner Geschichte bereits vier unterschiedliche Bahnhofsnamen, im Einzelnen waren dies:
- bis 15. November 1879: Lengenfeld unt Bf
- bis 30. Juni 1904: Lengenfeld
- bis 30. Juni 1911: Lengenfeld i. V.
- seit 1. Juli 1911: Lengenfeld (Vogtl)

### Betrieb

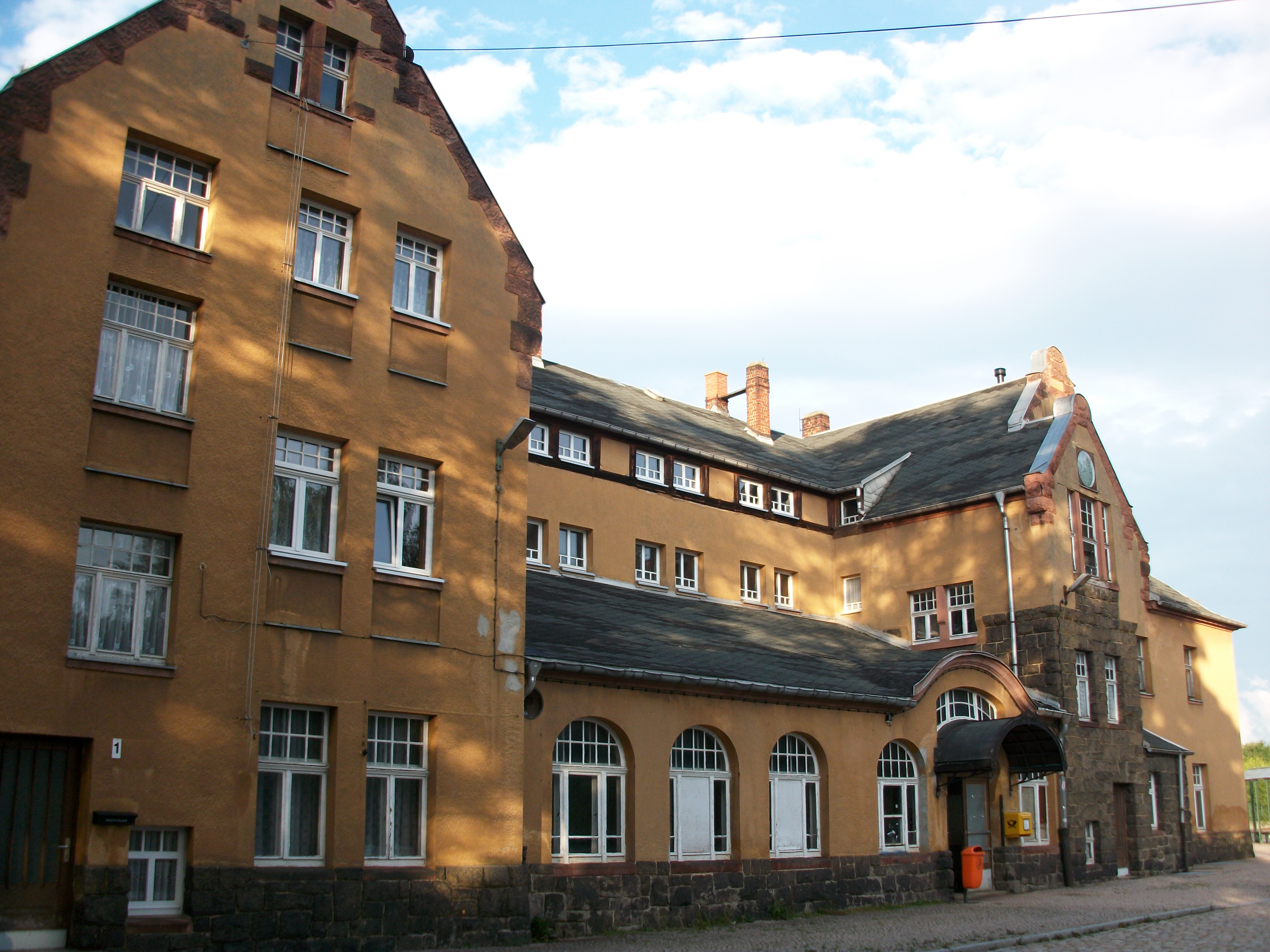
Empfangsgebäude, Straßenseite (2017)

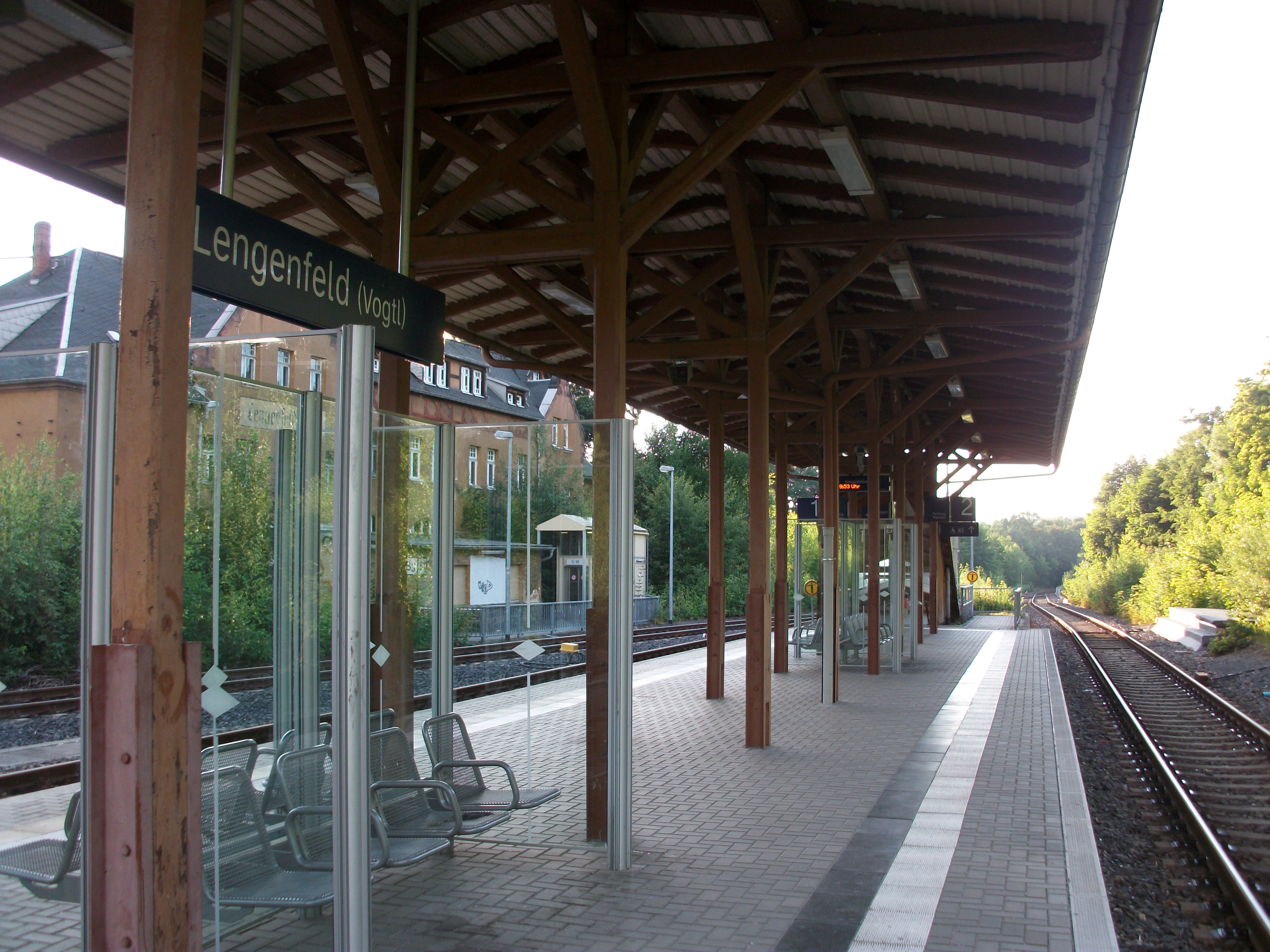
Bahnsteig (2017)

Der Bahnhof wurde am 29. November 1875 zusammen mit der Bahnstrecke Zwickau–Falkenstein durch die Zwickau-Lengenfeld-Falkensteiner Eisenbahn-Gesellschaft (ZLF) eröffnet. Der Durchgangsbahnhof war nach der Betriebseröffnung neben Auerbach die größte Zwischenstation der Bahnstrecke. Neben dem Empfangsgebäude (ein Typenbau ähnlich dem Privatbahnhof in Zwickau) und dem Güterschuppen wurde auch ein Wirtschaftsgebäude errichtet. Wegen der eingerichteten Wasserstation besaß der Bahnhof bereits eine gewisse betriebliche Bedeutung.
1876 wurde die ZLF verstaatlicht, danach wurde der Bahnhof erstmals erweitert, bis Ende der 1890er Jahre folgten weitere Ergänzungen.
Im Zusammenhang mit dem Bau der Bahnstrecke Lengenfeld–Göltzschtalbrücke wurde der Bahnhof ab 1904 für rund 1,2 Millionen Mark vollständig umgebaut. Statt sechs Gleise umfasste der Bahnhof nun zehn Gleise, auch wurden ein neues Empfangsgebäude und ein neuer Güterschuppen errichtet. Die Strecke von Göltzschtalbrücke wurde am 16. Mai 1905 eröffnet, damit wurde Lengenfeld zum Trennungsbahnhof und lokalen Bahnknoten. Damit einher ging eine Steigerung des Verkehrsaufkommens, wurden 1899 noch etwa 62.000 t Güter umgeschlagen, waren es 1913 bereits rund 92.000 t, im selben Zeitraum steigerte sich die Zahl der abgefertigten Reisenden von rund 133.000 auf rund 200.000.
In den 1930er Jahren wurde eine Kleinlokomotive im Bahnhof stationiert, für die ein eigener Schuppen errichtet wurde.
1958 wurde der Verkehr auf dem Abschnitt Weißensand–Mühlwand der Bahnstrecke Lengenfeld–Göltzschtalbrücke eingestellt, der noch verbliebene Restverkehr nach Wolfspütz wurde 1972 aufgegeben, damit wurde Lengenfeld wieder zum Durchgangsbahnhof. Die Strecke nach Göltzschtalbrücke wurde bis Ende der 1980er Jahre noch zum Abstellen von Schadwagen des Reichsbahnausbesserungswerks Zwickau genutzt.
Bis in die 1990er Jahre wurde der Bahnhof noch rege im Güterverkehr bedient, der allerdings noch vor der Sanierung der Strecke Zwickau–Falkenstein eingestellt wurde.
Am 21. November 1997 wurde ein elektronisches Stellwerk in Betrieb genommen, das vom Stellwerk Falkenstein (Vogtl) aus ferngesteuert wird und die Stellwerke B1 und W2 aufgelassen. Nach der Sanierung 1997 blieben nur noch drei durchgehende Gleise mit einem Mittelbahnsteig übrig.